# Nāḩiyat Ḩīsh
Nāḩiyat Ḩīsh (arabiska: ناحية حيش) är ett subdistrikt i Syrien.   Det ligger i provinsen Idlib, i den centrala delen av landet, 230 km norr om huvudstaden Damaskus.
Omgivningarna runt Nāḩiyat Ḩīsh är i huvudsak ett öppet busklandskap. Runt Nāḩiyat Ḩīsh är det ganska tätbefolkat, med 179 invånare per kvadratkilometer.